# Cantonul Guise
Cantonul Guise este un canton din arondismentul Vervins, departamentul Aisne, regiunea Picardia, Franța.

## Comune
- Aisonville-et-Bernoville
- Audigny
- Bernot
- Flavigny-le-Grand-et-Beaurain
- Guise (Wieze) (reședință)
- Hauteville
- Iron
- Lavaqueresse
- Lesquielles-Saint-Germain
- Macquigny
- Malzy
- Marly-Gomont
- Monceau-sur-Oise
- Noyales
- Proisy
- Proix
- Romery
- Vadencourt
- Villers-lès-Guise